# American Kennel Club
American Kennel Club és un club caní dels Estats Units d'Amèrica que emet les seves pròpies regles de criança de gossos. Aquestes regles són diferents a les de la Federació Cinològica Internacional i no són les mateixes que proclamen els països d'origen de cada raça.